# Nynazism
Nynazism är en term som syftar på olika politiska rörelser som har etablerats efter andra världskrigets slut, med målet att återuppliva nationalsocialismen som ideologi.
Nynazister använder sällan ordet nynazist för att beskriva sig själva, och brukar oftast favorisera termerna nationalsocialist, nationalist eller liknande begrepp. Vissa grupper och individer som stöder ideologin tar öppet avstånd från nazist-relaterade termer för att undvika socialt stigma och lagliga konsekvenser. Vissa europeiska länder har lagar som förbjuder nazistiska, rasistiska eller antisemitiska yttranden.
Nynazister brukar ofta använda indoariska symboler som var i bruk i Nazityskland, såsom svastikan, sigrunor och det röd-vit-svarta färgschemat. Nynazistisk aktivitet verkar vara spridd över hela världen, med organiserad representation i många länder, samt även internationella nätverk. Nynazism har även uppmärksammats i Israel.  Individer som har försökt att återuppliva nazismen inkluderar Colin Jordan, George Lincoln Rockwell, Savitri Devi, Francis Parker Yockey, William Pierce, Eddy Morrison, och David Myatt.

## Förintelseförnekelse
Många nynazister förespråkar förintelseförnekelse eller förintelseminimering. De påstår att det avsiktliga massmördandet (ofta i gaskammare) av mer än 6 000 000 judar är antingen en lögn eller en extrem överdrift. Ledande historiker uppskattar att siffran på judarna som dog i förintelsen ligger mellan 5,1 och 6,2 miljoner.. En del nynazister som inte förnekar förintelsen brukar peka på påstådda omoraliska motsvarigheter så som bombningen av Dresden och utdrivandet av tyskar efter andra världskriget, eller rättfärdiga nazisternas dödande av judar på grund av sabotage, terrorism och subversion.

## Nynazismens historik
I Sverige och många andra delar av Europa blev nynazismen en alltmer uppmärksammad ungdomsrörelse under 1970-, 80- och 90-talen. Många hade föräldrar som inte var födda under andra världskriget eller var alltför unga för att minnas kriget, och därmed kunde ungdomarna enklare göra sig en romantisk bild av Nazityskland. Det finns också ett antal nynazistiska rörelser i USA, och vissa av dessa har också kopplingar till Ku Klux Klan.
I såväl Västtyskland som Östtyskland lagstiftades mot nazistiska rörelser efter krigsslutet, men sådana dök ändå upp i såväl Västtyskland som Östtyskland.
Nazism och nynazism brukar i politiska sammanhang räknas till extremhögern. Nynazister har både i Sverige och utomlands varit inblandade i flera uppmärksammade våldsdåd, till exempel polismorden i Malexander i maj 1999 och mordet på syndikalisten Björn Söderberg i oktober samma år.
Ideologin kan stundtals vara diffus, men präglas genomgående av åtminstone nationalism, rasism, främlingsfientlighet, populism samt ibland en nostalgisk inställning till Tredje riket. Många nynazister, särskilt i Tyskland, är dock mer inspirerade av bröderna Otto och Gregor Strassers nazism. Strasserismen är kritisk till Tredje rikets hitlerism.